# ニュイ＝サン＝ジョルジュ
ニュイ＝サン＝ジョルジュ(Nuits-Saint-Georges)は、フランスのブルゴーニュ＝フランシュ＝コンテ地域圏コート＝ドール県のコミューン。

## 地理

### 人口
人口統計
| 1962年 | 1968年 | 1975年 | 1982年 | 1990年 | 1999年 | 2006年 | 2009年 |
| ------ | ------ | ------ | ------ | ------ | ------ | ------ | ------ |
| 3970   | 4330   | 5063   | 5459   | 5569   | 5573   | 5320   | 5618   |

参照元:1968年以降Insee,,

## 対外関係

### 姉妹都市・提携都市
- ヒッチン（イギリス連合王国）
- タミーヌ（ベルギー王国）
- ビンゲン（ドイツ連邦共和国）
- アヴァノス（トルコ共和国）
- 笛吹市（日本 中部地方 山梨県）

## 経済

### 第一次産業

#### 農業
2008年のブドウ栽培は、大企業に取引されるコート・ド・ニュイのワイン生産を通じてコミューン第一の経済活動となっている。

### 第二次産業

#### 醸造業
- ワイン生産

## 交通

### 道路

#### 国道
国道A31

#### 県道
県道974号線